# Telle mère, telle fille
Telle mère, telle file is een Franse komische film uit 2017, geregisseerd door Noémie Saglio.

## Verhaal
De actieve dertigjarige Avril is getrouwd, werkt en leeft heel georganiseerd en is in verwachting. Op hetzelfde moment geraakt haar 47-jarige moeder Mado, die een uitbundig, zorgeloos leven als een tiener leidt na haar scheiding, ook opnieuw in verwachting nadat ze nog eens met haar ex-man naar bed ging.

## Rolverdeling
| Acteur           | Personage      |
| ---------------- | -------------- |
| Camille Cottin   | Avril          |
| Juliette Binoche | Mado           |
| Lambert Wilson   | Marc Daursault |
| Jean-Luc Bideau  | Debulac        |
| Catherine Jacob  | Irène          |

## Productie
De filmopnamen liepen van 13 juni tot 5 augustus 2016.